# Szilárd Németh
Szilárd Németh   (Komárno, 8 d'agost de 1977) és un exfutbolista eslovac de la dècada de 1970.
Fou 58 cops internacional amb la selecció d'Eslovàquia.
Pel que fa a clubs, destacà a Slovan Bratislava, Sparta Praga, Inter Bratislava, Middlesbrough FC, RC Strasbourg o Alemannia Aachen.